# Parlament und Regierung im neugeordneten Deutschland
Das während des Ersten Weltkrieges entstandene Werk Parlament und Regierung im neugeordneten Deutschland. Zur politischen Kritik des Beamtentums und Parteiwesens von Max Weber gilt als eine seiner wichtigsten Schriften über Verwaltung und Politik mit dem Schwerpunkt Bürokratisierung.

Verwaltung und Politik nach Max Weber

## Voraussetzungen für Max Webers Betrachtungen über die Verwaltung
- Parlamentarismus als überlegene und wünschenswerte Staatsform (Staatsform hier im heute kaum noch gebräuchlichen Sinne von Regierungsform) auch für Deutschland (Weber hatte insbesondere das britische Parlament als Vorbild vor Augen)
- Forderung von gleichem Wahlrecht und Demokratie (Pflicht der „Daheimgebliebenen“ gegenüber den Kämpfern an der Front das politische System zu reformieren)
- Bestimmung der Staatsform muss als rein pragmatische („zweckmäßige staatstechnische“) Frage der Organisation und Institutionalisierung von Politik betrachtet werden

## Politik und Verwaltung
- „In einem modernen Staat liegt die wirkliche Herrschaft, welche sich ja […] in der Handhabung der Verwaltung im Alltagsleben auswirkt, notwendig und unvermeidlich in den Händen des Beamtentums.“ („Universelle Bürokratisierung“)
- Zwang zur Bürokratisierung durch die Zweckverbandsbildung des Menschen, sowohl in Wirtschaft, Religion, Militär und natürlich in Politik und Verwaltung (Spezialisierung und Arbeitsteilung zur Komplexitätsreduktion in modernen Massengesellschaften)
- Trennung von Verwaltungsmitteln (Betriebsmitteln in der Wirtschaft) und Verwaltungsstab (Arbeiter im Kapitalismus) führt zur Bürokratisierung („rationale Organisation von Arbeit auf dem Boden rationaler Technik“)
- Berechenbarkeit der Verwaltung (Kalkulierbarkeit in der Wirtschaft, siehe auch Rechtssicherheit) und entsprechende Steuerungs- und Kontrollmöglichkeiten der Politik von entscheidender Bedeutung
- klare Unterscheidung zwischen politischer oder wirtschaftlicher Führung oder "positiver Politik" (mit eigener Entscheidungsverantwortung) und bürokratischer Verwaltung oder "Negativer Politik" (nur Ausführungspflicht)

## Merkmale moderner Verwaltung/Bürokratie
- rationale fachliche Spezialisierung und Einschulung des Beamtentums (Fachbeamte)
- Unentrinnbarkeit und Dauerhaftigkeit der Bürokratie („unentfliehbare Macht“)
- zunehmende Autonomie der Bürokratie von der herrschenden Gewalt durch die enorme Komplexität der Massengesellschaften und der Spezialisierung des Beamtentums
- „Geordneter Geist ist auch jene lebende Maschine, welche die bureaukratische Organisation mit ihrer Spezialisierung der geschulten Facharbeit, ihrer Abgrenzung der Kompetenzen, ihren Reglements und hierarchisch abgestuften Gehorsamsverhältnissen darstellt.“

## Gefahr durch die moderne Verwaltung/Bürokratie
- Warnung vor der (sozialistischen) Verbindung von privater (Wirtschaft) und öffentlicher (Staat) Bürokratie, da sie wegen ihrer Unentrinnbarkeit nicht bekämpft werden kann und wegen ihres unbegrenzten Geltungsanspruchs keine Konkurrenz zulässt
- Gefahr für die liberalen Individualrechte (Menschenrechte) und die Demokratie (politische Steuerung und Kontrolle der Verwaltung) durch zunehmende Autonomie der Verwaltung

## Drei Dimensionen und Institutionen von Herrschaft
- Monarchie: Mischung aus Symbol und Exekutive  mit Repräsentationsfunktionen (Weber bleibt hier wegen seines eher cäsaristischen Festhaltens an der Monarchie unklar)
- Parlament: Legislative und sich daraus rekrutierende Exekutive mit genuin politischer Führungs- und Kontrollfunktion (Budgetrecht)
- Bürokratie: staatliche Verwaltung mit ausführender Funktion und rational fachlicher Spezialisierung zur Komplexitätsreduktion